# Масленниково (Московская область)
Масленниково — деревня в Волоколамском районе Московской области России. Входит в состав сельского поселения Кашинское. Население — 79 чел. (2010).

## География
Деревня Масленниково расположена на северо-западе Московской области, в северной части Волоколамского района, на пересечении автодорог Р107 Клин — Лотошино и Р108 Суворово — Руза, примерно в 8 км к северу от города Волоколамска. Ближайшие населённые пункты — деревни Суворово и Козлово. Связана автобусным сообщением с Москвой, Волоколамском и посёлком городского типа Лотошино.

## Население
| 1852 | 1859 | 1926 | 2002 | 2006 | 2010 |
| ---- | ---- | ---- | ---- | ---- | ---- |
| 116  | ↗118 | ↗166 | ↘63  | ↘61  | ↗79  |

## История
В «Списке населённых мест» 1862 года Маслениково — владельческая деревня 2-го стана Волоколамского уезда Московской губернии по правую сторону Старицко-Зубцовского тракта от города Волоколамска до села Ярополча, в 8 верстах от уездного города, при колодцах, с 14 дворами и 118 жителями (57 мужчин, 61 женщина).
По данным 1890 года входила в состав Яропольской волости Волоколамского уезда, число душ мужского пола составляло 57 человек.
В 1913 году — 27 дворов и трактир.
По материалам Всесоюзной переписи 1926 года — центр Масленниковского сельсовета Яропольской волости Волоколамского уезда, образованного в 1924 году, проживало 166 жителей (76 мужчин, 90 женщин), насчитывалось 33 крестьянских хозяйства.
С 1929 года — населённый пункт в составе Волоколамского района Московского округа Московской области. Постановлением ЦИК и СНК от 23 июля 1930 года округа как административно-территориальные единицы были ликвидированы.
1929—1930 гг. — деревня Козловского сельсовета Волоколамского района.
1930—1939 гг. — деревня Суворовского сельсовета Волоколамского района.
1939—1963 гг. — деревня Кашинского сельсовета Волоколамского района.
1963—1965 гг. — деревня Кашинского сельсовета Волоколамского укрупнённого сельского района.
1965—1994 гг. — деревня Кашинского сельсовета Волоколамского района.
В 1994 году Московской областной думой было утверждено положение о местном самоуправлении в Московской области, сельские советы как административно-территориальные единицы были преобразованы в сельские округа.
1994—2006 гг. — деревня Кашинского сельского округа Волоколамского района.
С 2006 года — деревня сельского поселения Кашинское Волоколамского муниципального района Московской области.

## Достопримечательности
В деревне Масленниково расположена Братская могила советских воинов. Она имеет статус памятника истории.